# Pelurga moldavinata
Pelurga moldavinata är en fjärilsart som beskrevs av Caradja 1896. Pelurga moldavinata ingår i släktet Pelurga och familjen mätare. Inga underarter finns listade i Catalogue of Life.